# Liste der Monuments historiques in Saint-Seine-sur-Vingeanne
Die Liste der Monuments historiques in Saint-Seine-sur-Vingeanne führt die Monuments historiques in der französischen Gemeinde Saint-Seine-sur-Vingeanne auf.

## Liste der Immobilien
| Bezeichnung         | Beschreibung                                                     | Standort                      | Kennzeichnung | Schutzstatus   | Datum     | Bild           |
| ------------------- | ---------------------------------------------------------------- | ----------------------------- | ------------- | -------------- | --------- | -------------- |
| Château de Rosières | festes Haus, 14. und 15. Jahrhundert, im 17. Jahrhundert ergänzt | südlich des Ortes (Lage)      | PA00112643    | Inscrit Classé | 1927 1930 | weitere Bilder |
| Kirche St-Seine     | aus dem 13. und 14. Jahrhundert                                  | Ancienne route de Gray (Lage) | PA00112644    | Classé         | 1913      | weitere Bilder |

## Liste der Objekte
| Bezeichnung                         | Beschreibung                                                                | Standort                      | Kennzeichnung | Schutzstatus | Datum | Bild           |
| ----------------------------------- | --------------------------------------------------------------------------- | ----------------------------- | ------------- | ------------ | ----- | -------------- |
| Skulptur Christus in der Rast       | Kalkstein, ehemals farbig gefasst, 16. Jahrhundert                          | in der Kirche St-Seine (Lage) | PM21002074    | Classé       | 1925  | weitere Bilder |
| Grabstein für Chrétienne de Cusance | Kalkstein, bezeichnet 1492                                                  | in der Kirche St-Seine (Lage) | PM21002076    | Classé       | 1931  | weitere Bilder |
| Rechter Seitenaltar                 | Altartisch und Retabel; Holz, farbig gefasst und vergoldet, 17. Jahrhundert | in der Kirche St-Seine (Lage) | PM21005436    | Inscrit      | 2019  |                |
| Skulptur Madonna mit Kind           | Stein, nicht datiert                                                        | in der Kirche St-Seine (Lage) | PM21005437    | Inscrit      | 2019  |                |
| Skulptur Unterweisung Mariens       | Stein, nicht datiert                                                        | in der Kirche St-Seine (Lage) | PM21005438    | Inscrit      | 2019  |                |
| Skulptur Heilige Barbara            | Stein, nicht datiert                                                        | in der Kirche St-Seine (Lage) | PM21005439    | Inscrit      | 2019  |                |
| Glocke                              | Bronze, 1752 gegossen                                                       | in der Kirche St-Seine (Lage) | PM21002075    | Classé       | 1925  |                |
| Wandgemälde                         | Wappen- und Landschaftsdarstellungen, 17. Jahrhundert                       | im Château de Rosières (Lage) | PM21002077    | Classé       | 1930  |                |